# Juan Carlos Zorzi
Juan Carlos Zorzi (* 11. November 1935 in Buenos Aires; † 21. August 1999 ebenda) war ein argentinischer Komponist und Dirigent.

## Leben und Wirken
Zorzi studierte am Conservatorio Municipal und am Conservatorio National von Buenos Aires bei Gilardo Gilardi, Alberto Ginastera, Floro Ugarte und Juan Francisco Giacobbe; daneben nahm er Kurse in Orchesterleitung an der Universidad de La Plata bei Mariano Drago. Er vervollkommnete seine Ausbildung bei Erwin Leuchter und Teodoro Fuchs. Mit einem Stipendium des Fondo Nacional de las Artes studierte er schließlich Komposition und Orchesterleitung bei Franco Ferrara an der Accademia Nazionale di Santa Cecilia in Rom.
Er wirkte dann als Dirigent verschiedener namhafter Orchester Lateinamerikas: des Orquesta Sinfónica de la Universidad de Cuyo, des Orquesta Sinfónica de Córdoba, des Orquesta Sinfónica de la Universidad de Tucumán, der Sinfónica Nacional und der Filarmónica de Chile. Bis 1977 leitete er das Orquesta Filarmónica de Bogotá in Kolumbien und dann bis 1990 das Orquesta Sinfónica Provincial de Rosario, mit dem er in Konzertzyklen die Sinfonien von Beethoven, Brahms, Tschaikowski und Sibelius aufführte. 1992 wurde er Erster Gastdirigent des Orquesta Sinfónica Nacional.
Als Dirigent und Komponist trat er mehrfach im Teatro Colón auf. 1974–75 war er künstlerischer Leiter des Teatro Argentino de La Plata. 1991 wurde am Teatro Colón seine lyrische Tragödie Antígona Vélez uraufgeführt,
Er wurde in Argentinien mit dem Premio San Francisco Solano und in Brasilien mit dem Premio Villa Lobos ausgezeichnet. Sein Schüler Juan María Solare komponierte nach seinem Tode eine Nenia per Zorzi.
Zorzi komponierte u. a. Opern und Ballette, Orchester-, Chor- und Klavierwerke, Instrumentalkonzerte und zwei Requiem.
Er starb im Alter von 63 Jahren an Speiseröhrenkrebs.

## Werke
- Sonata für Violine und Klavier
- Quinteto für Klavier und Streicher
- Tres piezas für Streichquartett
- Adagio elegíaco (en memoria de Gilardo Gilardi)
- Danza para Ahuyentar la Pena, Ballett
- Música para Calesita
- Variaciones Enigmáticas
- Ludus para seis grupos instrumentales
- Espejos für Kammerorchester
- Requiem für Solisten, Chor und Orchester
- Concierto para orquesta
- Fantasía für Violoncello und Orchester
- Concierto für Gitarre und Orchester
- Requiem para Camila (UA 1984 am Teatro Colón)
- Epopeya
- Soldiana - homenaje a Raúl Soldi
- El Timbre, Oper (UA 1975 am Teatro Argentino de La Plata)
- Antígona Vélez, Oper nach Leopoldo Maréchal, Libretto von Javier Collazo, (UA 1992 am Teatro Colón)
- Don Juan Oper nach Leopoldo Maréchal, Libretto von Javier Collazo, (UA 1998)